# Lalla Zaynab
Lalla Zaynab, née vers 1862 et morte le 19 décembre 1904, est une cheffe spirituelle musulmane soufie algérienne. Considérée comme une sainte vivante par la population locale, elle mène une âpre bataille pour la succession de la barakah et de la zaouïa de son père avec son cousin Sa'id ibn Lakhdar qui implique l'administration coloniale française. Elle noue également une amitié avec Isabelle Eberhardt.

## Biographie
Lalla Zaynab est née vers 1862. Son père est Muhammad bin Abi al-Qasim, fondateur et cheikh de la zaouïa Rahmaniyya (institution soufie) d'El Hamel en Algérie. Elle est musulmane soufie, membre d'une famille réputée, de la descendance directe du prophète Mahomet.
Avant de succéder à son père en tant que cheikhe de la Zaouïa, Zaynab est confrontée à une forte opposition sociale et politique. Elle vit à une époque où elle est soumise à un ordre social qui contribue à son invisibilisation. La société traditionnelle est organisée selon les distinctions de classe, de sexe et de race. Cette organisation sociale traditionnelle est laissée en place par les autorités coloniales françaises, qui considèrent les Algériens de souche comme non civilisés et inférieurs aux colons.
Dans la communauté musulmane algérienne, Zaynab est considérée extraordinaire en raison de sa sainteté, de sa piété, de sa descendance chérifienne et des miracles qui lui sont attribués par les autorités religieuses communautaires′. Cependant, il y a peu de textes arabes à son propos car elle vit principalement dans l'ombre de son père avant 1897. Une telle filiation est un phénomène courant et ne constitue aucunement une contrainte de genre imposée par la communauté algérienne′.
L'administration coloniale française refuse, pour sa part, de reconnaître son autorité spirituelle sur la base de deux arguments. Premièrement, cette administration n'a jamais compris l'importance que les musulmans algériens attribuent à Zaynab. Deuxièmement, les autorités françaises refusent d'entériner le règne d'une femme, car les femmes sont considérées comme le sexe faible. Ainsi, l'ascension de Zaynab s'est accompagnée d'une augmentation de l'ingérence de l'administration coloniale française, dans les affaires successorales locales.

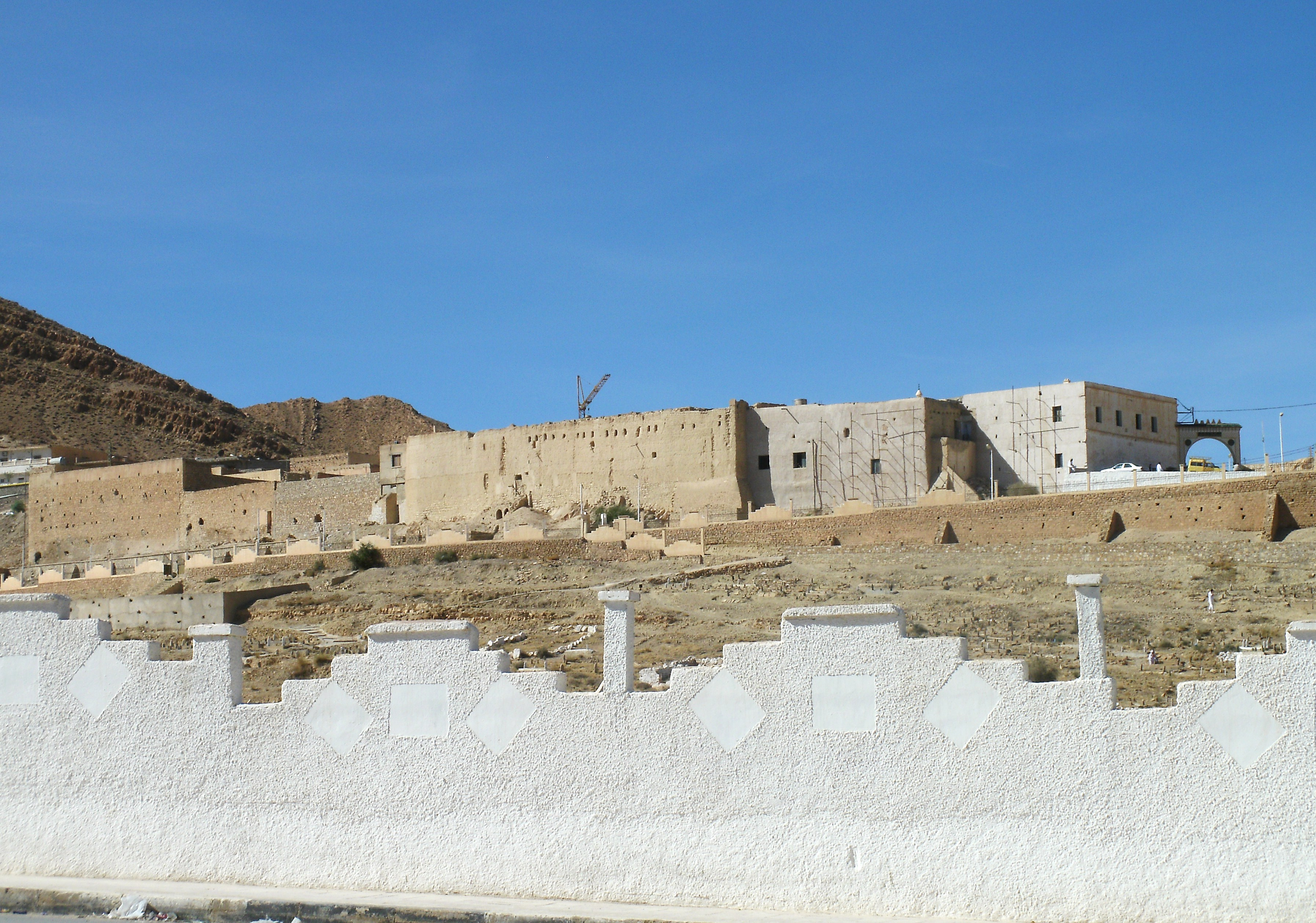
Zaouïa El Hamel

Elle entretient une relation étroite avec son père. Elle passe la plupart de son temps dans l'oasis et grandit dans le harem attenant à la maison du Cheikh qui abrite une quarantaine de femmes. Lalla est éduquée en personne par son père, ce qui lui permet d'accumuler de grandes connaissances qui contribuent à accroître son prestige au sein de sa communauté. Sidi Muhammad lui apporte l'éducation nécessaire à son règne futur, et elle l'aide à tenir les comptes et les propriétés de l'ordre Rahmaniyya.
Elle est informée des décisions politiques et financières prises par son père, et agit en tant que conseillère sur ces questions. Il est affirmé que le cheikh l'avait formée depuis son enfance pour remplir le rôle qui l'attendait mais il n'y a aucun testament écrit officiel de sa succession, et le cheikh n'a pas de fils. Deux mois avant la mort de son père en 1897, il écrit une lettre à Bou Saâda, sous la pression des autorités coloniales françaises, pour désigner le cousin de Zaynab, Muhammad b al Hajj Muhammad, comme successeur légitime. Seuls les Français connaissaient ce document et Zaynab ignore toutes les questions de succession.
Un autre document est mentionné lors du combat de Zaynab pour revendiquer comme sienne la succession de son père. En 1877, lorsque Sidi Muhammad est victime d'une crise cardiaque, il rédige un testament sur la répartition de son héritage à sa mort. Bien qu'il soit d'usage que les filles reçoivent la moitié de ce que les fils reçoivent, il précise que Lalla Zaynab, sa « fille préférée », recevrait autant que n'importe quel héritier mâle (bien qu'il n'en ait aucun à cette époque).

## Vie religieuse et politique

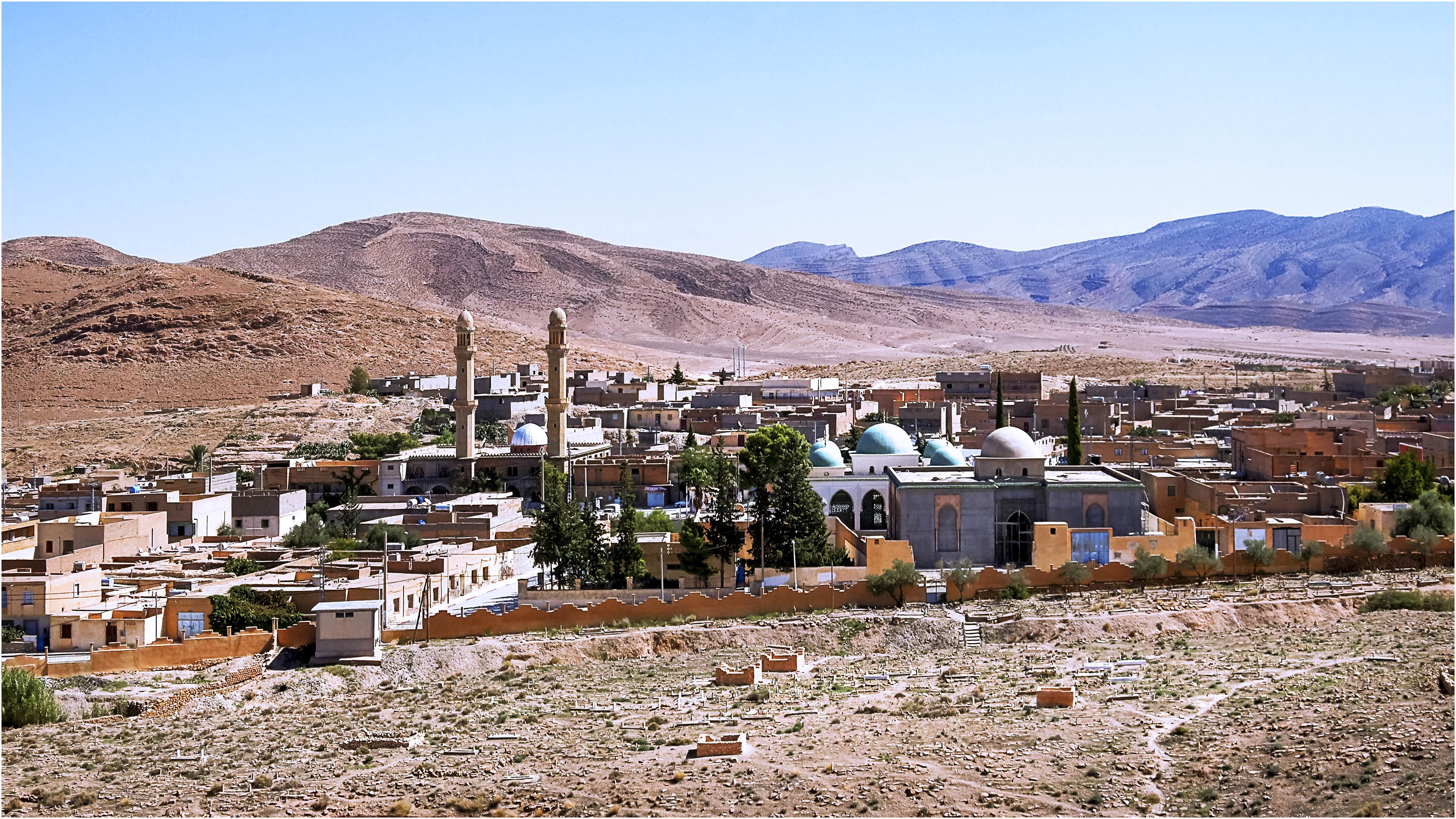
Ville d'El Hamel

### Bataille pour la succession
Le Cheikh meurt d'une crise cardiaque en 1897. Il s'ensuit une bataille pour sa succession entre Zaynab et son cousin, Muhammad b al Hajj Muhammad. Ralliant les armées de Bu Sa'ad, Muhammad b al Hajj Muhammad arrive à la porte de la zawiya de Zaynab pour revendiquer son héritage. Zaynab refuse de reconnaître l'autorité spirituelle et morale de son cousin pour deux raisons. Premièrement, Muhammad est considéré comme impie et mondain, ce qui le disqualifie pour la fonction et le rend indigne de succéder au cheikh précédent. Deuxièmement, Zaynab affirme que la lettre écrite par son père en 1897 affirmant que Muhammad b al Hajj Muhammad est son successeur légitime est d'une authenticité douteuse ou peut-être forcée, et écrite par son père alors que « ses facultés déclinaient ».
Zaynab et son cousin se battent pour la succession ; une bataille qui demande le soutien à la fois de la population locale et des autorités coloniales françaises. Alors que les populations musulmanes algériennes acceptent son règne, les autorités coloniales françaises lui préfèrent son cousin. Pour la population musulmane algérienne, Zaynab hérite de la Baraka de son père, et est donc acceptée par la majorité de la communauté comme leur cheffe légitime. Pour les autorités coloniales, Zaynab est non seulement considérée comme instable en raison de sa volonté de défier leur autorité, mais aussi indigne en raison de son infériorité en tant que femme.

### Tactiques pour gagner du soutien localement
Zaynab prend des mesures audacieuses dans sa lutte contre son cousin. La lutte entre les deux candidats éligibles conduit à un clivage au sein de la communauté. Alors que de nombreux dirigeants Rahmaniyya de la région acceptent le règne de son cousin, ils optent finalement pour celui de Zaynab. Zaynab écrit des lettres aux notables Rahmaniyya de toute la région pour dénoncer son cousin. Elle lance également un ultimatum : tous les notables qui choisiraient de prendre le parti de son cousin dans ce conflit se verraient fermer la porte de Zaynab et de sa Zawiya. Cela pousse de nombreux notables Rahmaniyya et clients religieux à prendre son parti.

### Tactiques contre l'administration coloniale
Zaynab utilise le système colonial au détriment des colonisateurs, se référant constamment à la loi et aux responsabilités françaises. Elle sait que le recours à la force finirait par lui faire perdre la bataille. Dans un premier temps, elle écrit aux Affaires Indigènes et aux autorités coloniales locales pour demander leur aide dans la lutte contre « l'injustice et le vol » de ses cousins, se référant au système juridique français qui est censé la protéger. Elle évoque la stabilité maintenue pendant le règne de son père, et argue que sa succession serait logique afin de préserver cette stabilité pour l'avenir. De plus, elle engage un avocat, l'amiral, qui porte son affaire devant le tribunal d'Alger et représente ses griefs contre l'administration coloniale française. Dans sa lutte contre l'administration coloniale, elle réussit à mettre en opposition des officiers locaux à des hauts fonctionnaires et à gagner de l'influence grâce à cette stratégie de diviser pour mieux régner. L'administration coloniale demande à l'armée de Bu Sa'adas de se retirer et à son cousin, Muhammad b. Al Hajj Muhammad, de rester à l'écart pendant les sept années suivantes, jusqu'à ce qu'il lui succède à sa mort[réf. souhaitée].

### Luttes au-delà de la succession

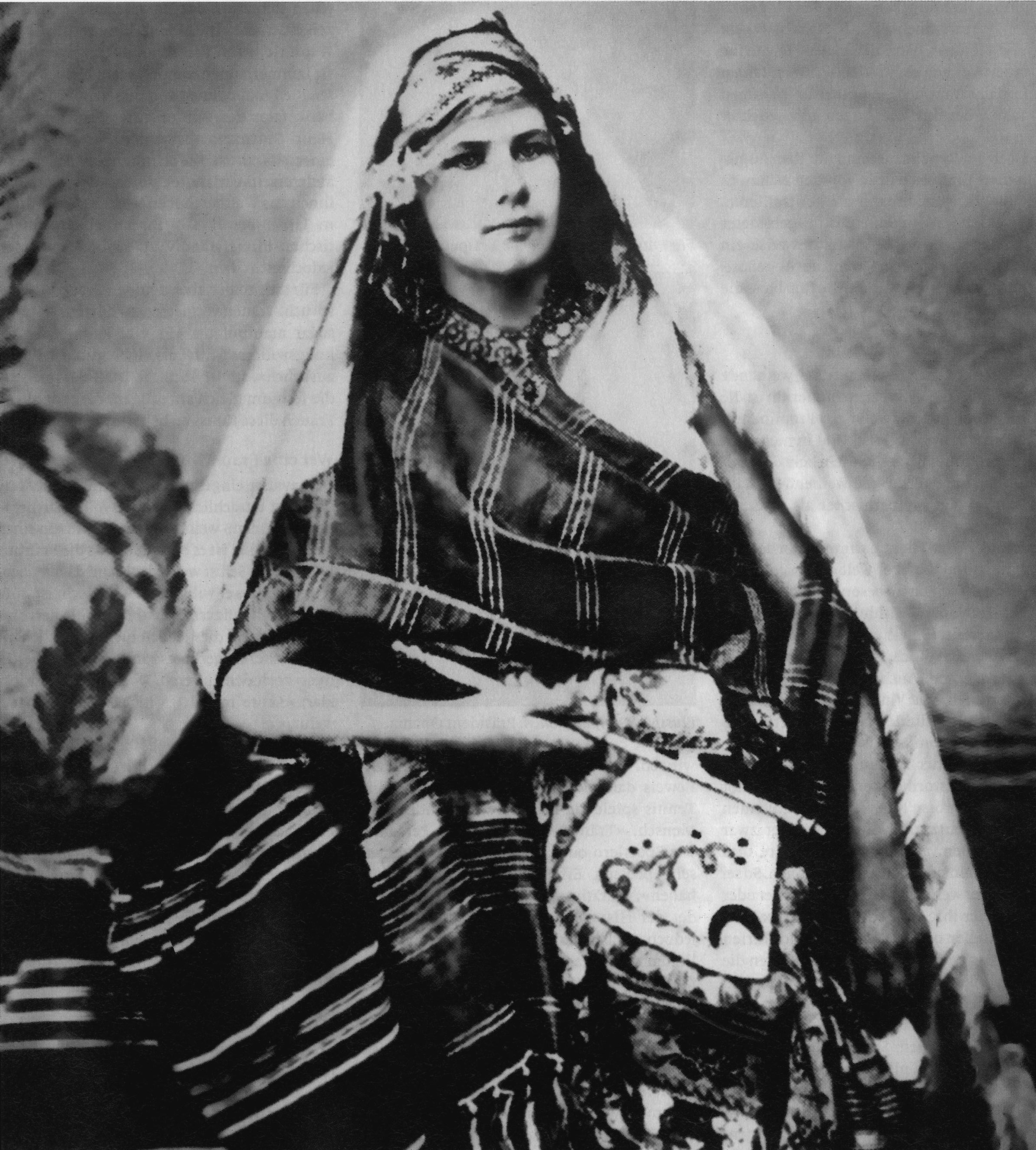
Isabelle Eberhardt était devenue amie avec Lalla Zaynab.

Zaynab ne fait face à aucun autre grief de son cousin ou de l'administration, régnant pacifiquement jusqu'en 1899, lorsqu'elle est entre en conflit avec un Algérien nommé Sa'id b. Lakhdar. Lakhdar affirme qu'elle lui doit deux millions de francs, et tente de rallier l'armée de Bu Sa'ada pour prendre des mesures contre les Rahmaniyya. Zaynab écrit aux autorités, dissipant les affirmations de Lakhdar et démontrant une connaissance parfaite de toutes les transactions financières de son père.
Alors que Zaynab agit en tant que protectrice de l'ancien harem d'épouses de son père, Lakhdar exige que les épouses se rendent à Alger pour prêter serment qu'elles ne savent rien de l'argent dû. Zaynab intervient et déclare que cette pratique n'a aucun fondement dans la loi islamique ou française, et offre plutôt son propre serment sur la tombe d'une tombe sainte puisque les ex-épouses ne font pas parties au conflit. Après cela, sa place n'est plus remise en question.
L'artiste français Charles de Galland raconte que les partisans la traitent comme une sainte vivante et héritière de la barakah de son père. Elle continue à diriger les partisans pendant les sept années suivantes, les forces françaises se rendant compte dès 1899 que la Zawiya propère sous sa direction. Elle adopte certaines des pratiques de son père, telles que l'intronisation de nouveaux membres. Elle voyage dans toute la région ; des sanctuaires sont créés par la population locale à chacun des endroits où elle s'est arrêtée pour prier.
Isabelle Eberhardt fait plusieurs voyages d'Alger à El Hamel pour rendre visite à la Zawiya de Zaynab. Beaucoup d'autres Européens lui rendent visite. Eberhardt dira plus tard qu'elle se sentait « rajeunie » à chaque fois qu'elle rencontrait Zaynab, et noue une amitié avec elle qui préoccupe les autorités coloniales.

## Décès
Zaynab meurt d'une maladie prolongée le 19 novembre 1904. Elle est placée dans un mausolée aux côtés de son père, le tombeau devenant un lieu de pèlerinage. Elle reste dans le souvenir et le cœur de la population d'El Hamel pendant de nombreuses années. Son cousin, Muhammad B Al Hajj Muhammad, lui succède, inversant la lutte culturelle de Zaynab et son père. Sous le règne de Muhammad, la zawiya devient un centre marginalisé et localisé cherchant à divertir les élites occidentales. Muhammad contracte également d'importants emprunts auprès des Français.

## Caractère et apparence
Léon Lehuraux, officier méhariste et écrivain, décrit Zaynab, qu'il a rencontrée en 1902, comme une femme qui gouverne avec une autorité incomparable. Isabelle Eberhardt qui s'est rendue dans la zawiya et s'est liée d'amitié avec Zaynab, la décrit comme une femme d'une grande simplicité. À propos de l'apparence physique de Zaynab, elle rapporte :

« A woman wearing Boussaâda's costume, white and very simple, is seated. Her sun-tanned face, as she travels a lot in the area, is wrinkled. She is approaching her fifties, in the black pupils of her very gentle gaze, the flame of intelligence burns, as if veiled by great sadness. »

— Isabelle Eberhardt
L'armateur et collectionneur d'art Paul Eudel l'a rencontrée peu de temps après qu'elle a succédé à son père à la tête de la zawiya la décrit de la façon suivante : « La marabouta ne porte pas le voile ordinaire des femmes de sa religion, sa figure est découverte. C’est une femme d’une trentaine d’années au visage émacié, d’une maigreur ascétique, avec des yeux intelligents et doux. Ses vêtements blancs, épais et lourds, donnent d’abord l’impression d’une abbesse du grand siècle. »